# ملعب نادي النجمة
ملعب نادي النجمة، هي ملعب كرة القدم التابعة لنادي نادي النجمة، وتقع مقرها الرئيسي في محافظة عنيزة التابعة لمنطقة القصيم، بني هذا الملعب سنة 1985 بأمر من الرئاسة العامة لرعاية الشباب (الهيئة العامة للرياضة حاليا)، والتي تبلغ الطاقة الإستيعابية للملعب 7000 متفرج، وتقام المباراة في هذا الملعب في بطولة دوري الدرجة الأولى.

## وصلات خارجية
goalzz